# O Kerstnacht, schoner dan de dagen
O Kerstnacht, schoner dan de dagen ("O Notte di Natale, più limpida dei giorni") è un tradizionale canto natalizio olandese basato sul celeberrimo coro del III atto inserito nell'opera teatrale di Joost van den Vondel Gysbreght van Aemstel (1637) e al quale furono in seguito aggiunte varie melodie, tra cui una di Cornelis Padbrué e una di Dirk Janszoon Sweelinck.

## Storia

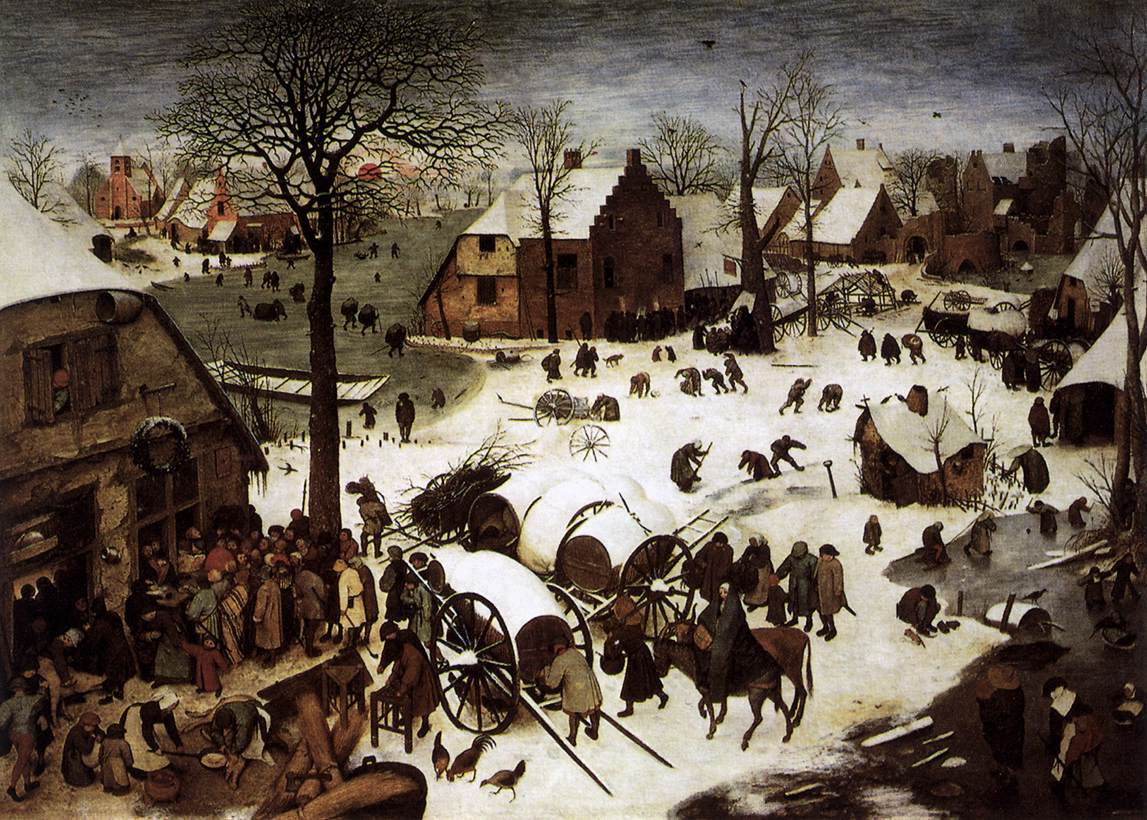
Pieter Bruegel il Vecchio: Censimento di Betlemme.

Il brano fu interpretato per la prima volta nel Natale del 1637 durante la prima dell'opera teatrale Gijsbrecht van Aemstel di Joost vand den Vondel, che fu rappresentata in occasione dell'inaugurazione del teatro di Van Campen, ad Amsterdam.

## Testo
Il brano, che si compone di tre strofe, parla della strage degli Innocenti compiuta da re Erode il Grande:
Versione originale
O Kersnacht, schooner dan de daegen,
Hoe kan Herodes 't licht verdraegen,
Dat in uw duisternisse blinckt,
En wort geviert en aengebeden?
Zijn hooghmoed luistert na geen reden,
Hoe schel die in zijn ooren klinckt.
Hy pooght d'onnoosle te vernielen
Door 't moorden van onnoosle zielen,
En werckt een stad en landgeschrey,
In Bethlehem en op den acker,
en maeckt den geest van Rachel wacker,
Die waeren gaet door beemd en wey,
Dan na het westen, dan na'et oosten.'
Wie zal die droeve moeder troosten
Nu zy haer lieve kinders derft?
Nu zy die ziet in 't bloed versmooren,
Aleerze naulix zijn geboren,
en zoo veel zwaerden rood geverft?

## Versioni discografiche
Tra gli artisti che hanno inciso il brano, figurano, tra gli altri (in ordine alfabetico):
- De Damrakkertjes (in Kerstfest met de Damrakkertjes)[2]
- De Gouden Nachtegaaltjes (in 25 Nederlandse Kestliedjes, 1992)[3]
- Frank & Marlou van Essen (in Immanuël: 15 Nederlandstalige Kerstliederen, 1992)[4]
- Herman van Veen (in Kerstliederen, 1979)[5]